# Izé
Izé – miejscowość i gmina we Francji, w regionie Kraj Loary, w departamencie Mayenne.
Według danych na rok 1990 gminę zamieszkiwało 505 osób, a gęstość zaludnienia wynosiła 18 osób/km² (wśród 1504 gmin Kraju Loary Izé plasuje się na 839. miejscu pod względem liczby ludności, natomiast pod względem powierzchni na miejscu 326.).